# Kvarnsjön (Vättlösa socken, Västergötland)
Kvarnsjön är en sjö i Götene kommun i Västergötland och ingår i Göta älvs huvudavrinningsområde.
Kvarnsjön får sitt vatten från en bäck som startar i Jontamossen 2 kilometer sydöst om sjön. Bäcken genomrinner Kvarnsjön och rinner in i Hällefly några hundra meter väster om Kvarnsjöns nordspets. Efter Hällefly kallas bäcken för Västerbrobäcken och rinner vidare mot Västerbroån med Ågårds kvarn och förenar sig med Sjöråsån innan den rinner in i Vättern.